# Christian Friedel
Christian Friedel (Magdeburgo, 9 de marzo de 1979) es un actor y cantante alemán, reconocido principalmente por su interpretación como Daniel Sluiter en la serie de televisión El perfume y por interpretar el papel de Georg Elser en la película 13 minutos para matar a Hitler.

## Carrera

### Cine y televisión
Ha aparecido en el cine y la televisión desde 2009, incluyendo un papel protagónico en la película 13 minutos para matar a Hitler, donde interpretó a Georg Elser. Obtuvo reconocimiento internacional tras interpretar a Daniel Sluiter en la serie de televisión alemana El perfume.

### Escenario
Tras estudiar actuación en la Escuela Otto Falckenberg en Munich, integró los elencos de los teatros Bayerisches Staatsschauspiel, Munich Kammerspiele y Schauspiel Hannover. Desde 2009 empezó a interpretar obras en el Staatsschauspiel Dresden, destacándose títulos como Don Carlos de Schiller y Hamlet de Shakespeare.

### Música
En junio de 2011 Friedel y cuatro miembros de la banda alemana Polarkreis 18 formaron la agrupación Woods of Birnam.

## Filmografía seleccionada
| Año  | Título               | Papel                    | Notas               |
| ---- | -------------------- | ------------------------ | ------------------- |
| 2009 | The White Ribbon     | Maestro                  |                     |
| 2012 | Russian Disco        | Andrej                   |                     |
| 2014 | Amour Fou            | Heinrich von Kleist      |                     |
| 2015 | 13 Minutes           | Georg Elser              |                     |
| 2017 | Babylon Berlin       | Gräf                     | Serie de televisión |
| 2018 | Parfum               | Daniel "Zahnlos" Sluiter | Serie de televisión |
| 2023 | The Zone of Interest | Rudolf Höss              |                     |